# Massacre de Pazigyi
O massacre de Pazigyi foi um assassinato em massa de civis por parte da Força Aérea Birmanesa ocorrido em 11 de abril de 2023, na vila de Pazigyi, Município de Kanbalu, na Região de Sagaing, a 150 km a oeste de Mandalai, a segunda maior cidade da Birmânia. A Força Aérea usou caças e helicópteros para lançar uma série da ataques aéreos na abertura da cerimónia do Gabinete de Administração Popular na vila de Pazigyi, uma grande reunião no território controlado por forças resistentes, matando pelo menos 165 pessoas. O massacre de Pazigyi foi o ataque mais mortífero da junta desde que tomou o poder no golpe de Estado de 2021.

## Contexto
Em 1º de fevereiro de 2021, as Forças Armadas de Mianmar realizaram um golpe de Estado e depuseram o governo democraticamente eleito liderado pela Liga Nacional para a Democracia. Pouco depois, os militares estabeleceram uma junta, o Conselho Administrativo de Estado (CAE), e declararam estado de emergência nacional. Em resposta, civis em todo o país realizaram protestos em larga escala resistindo ao golpe militar.
Em maio de 2021, a resistência liderada por civis se transformou em uma guerra civil contra o CAE, que não estava disposto a se comprometer. Pazigyi está situada no tradicional coração budista de Bamar, que rapidamente emergiu como um reduto de resistência contra o regime militar. Pazigyi é uma pequena vila agrícola com aproximadamente 233 famílias, localizada na região de Sagaing, que faz fronteira com a segunda maior cidade do país, Mandalay.
No início de abril de 2023, as tropas do Exército de Mianmar lançaram uma ofensiva militar na região de Sagaing, onde fica Pazigyi, para intimidar e reprimir a resistência local. O Exército de Myanmar queimou e invadiu aldeias e assassinou aldeões, expulsando milhares de pessoas de suas casas. Em 23 de fevereiro, 14 dos 50 municípios colocados sob lei marcial estavam localizados na região de Sagaing.

## Incidente

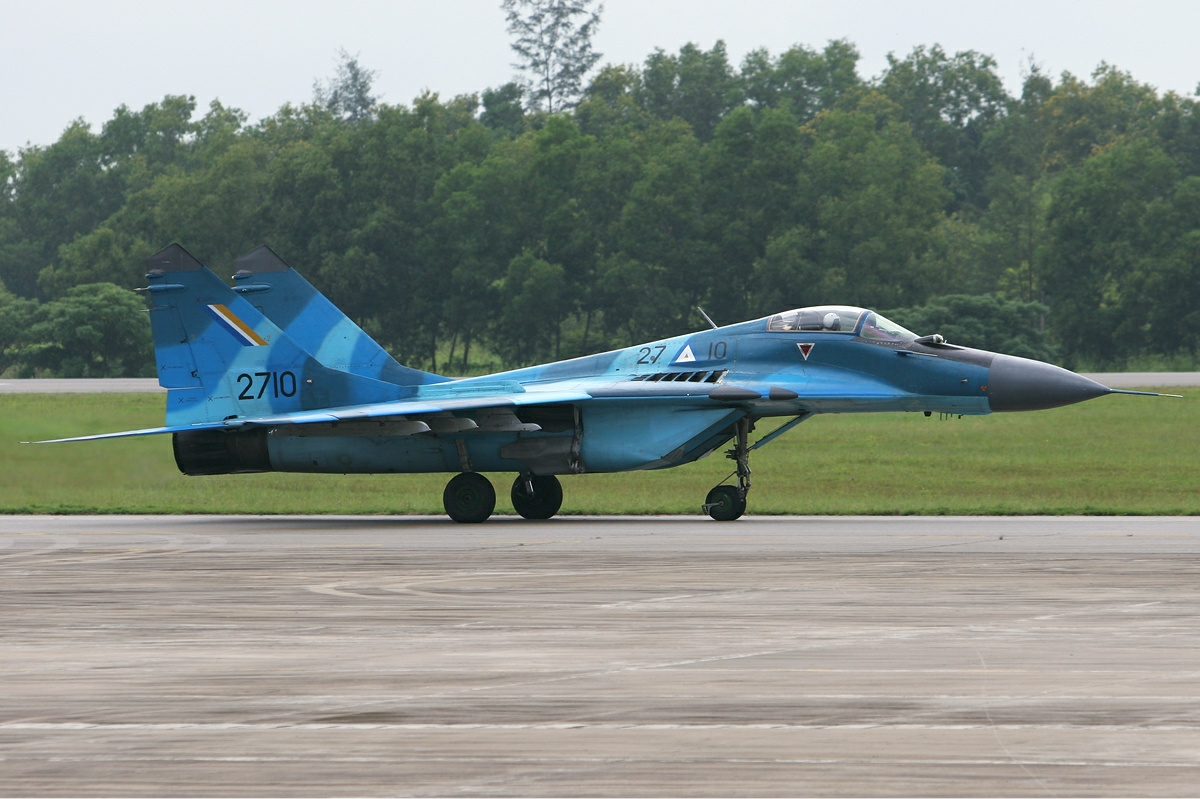
Um Mikoyan MiG-29 da Força Aérea de Myanmar, como a aeronave usada no bombardeio de Pazigyi.

Em 11 de abril de 2023, mais de 800 aldeões se reuniram em Pazigyi para celebrar a abertura de um escritório administrativo da Força de Defesa do Povo (um grupo armado de oposição ao governo militar), onde comida e chá foram oferecidos. O evento coincidiu com o terceiro dia das comemorações do Ano Novo birmanês. Durante a celebração, um caça a jato bombardeou a área, detonando munições próximas. Pouco tempo depois, um helicóptero disparou indiscriminadamente contra alvos abaixo. O ataque aéreo resultou na morte de pelo menos 165 pessoas[1] e ferimentos em outras 30, sendo muitas das vítimas mulheres e crianças.
Mais tarde, às 17:23 MMT, um helicóptero Mi-35 que havia decolado de uma base da força aérea localizada em Tada-U lançou um segundo ataque à vila de Pazigyi.
No final da noite, o porta-voz da junta, major-general Zaw Min Tun, confirmou que o ataque havia acontecido, mas não revelou quantas pessoas foram mortas.
As vítimas incluíam 34 crianças e muitos dos corpos foram desmembrados e queimados sem identificação. O ataque aéreo matou de dois a quatro membros de cada família na aldeia, de acordo com um porta-voz do batalhão da Força de Defesa do Povo.